# Victory Road (2012)
Victory Road (2012) foi um evento pay-per-view de wrestling profissional promovido pela Total Nonstop Action Wrestling, ocorreu no dia 18 de março de 2012 no Impact Wrestling Zone na cidade de Orlando, Florida. Esta foi a oitava edição da cronologia do Victory Road.

## Antes do evento
Victory Road teve lutas de wrestling profissional envolvendo diferentes lutadores com rivalidades e storylines pré-determinadas que se desenvolveram no Impact Wrestling — programa de televisão da Total Nonstop Action Wrestling (TNA). Os lutadores interpretaram um vilão ou um mocinho seguindo uma série de eventos para gerar tensão, culminando em várias lutas.

## Resultados
| #                              | Lutas                                                                | Estipulação                                                                              | Duração |
| ------------------------------ | -------------------------------------------------------------------- | ---------------------------------------------------------------------------------------- | ------- |
| 1                              | James Storm derrotou Bully Ray                                       | Singles match para determinar o desafiante nº um pelo TNA World Heavyweight Championship | 01:10   |
| 2                              | Austin Aries (c) derrotou Zema Ion                                   | Singles match pelo TNA X Division Championship                                           | 11:10   |
| 3                              | Samoa Joe e Magnus (c) derrotaram Crimson e Matt Morgan              | Tag Team match pelo TNA World Tag Team Championship                                      | 10:14   |
| 4                              | Devon derrotou Robbie E (c) (com Rob Terry)                          | Open Challenge match pelo TNA Television Championship                                    | 03:03   |
| 5                              | Gail Kim (c) derrotou Madison Rayne                                  | Singles match pelo TNA Knockouts Championship                                            | 07:13   |
| 6                              | A.J. Styles e Mr. Anderson derrotaram Kazarian e Christopher Daniels | Tag Team match                                                                           | 14:00   |
| 7                              | Kurt Angle derrotou Jeff Hardy                                       | Singles match                                                                            | 19:08   |
| 8                              | Bobby Roode derrotou Sting                                           | No Holds Barred match                                                                    | 16:41   |
| (c) - Campeão(s) antes da luta |                                                                      |                                                                                          |         |